# Stéphanie Frappart
Stéphanie Frappart (Le Plessis-Bouchard, 14 de diciembre de 1983) es una árbitra de fútbol francesa. Compagina partidos de fútbol masculino de la Ligue 1 con partidos internacionales femeninos FIFA. En 2019 se convirtió en la primera mujer designada para arbitrar la final de la Supercopa masculina de la UEFA. Meses antes también se había convertido en la primera mujer designada para arbitrar un partido de máxima competición francesa. En diciembre de 2020 se convirtió en la primera mujer en arbitrar en la UEFA Champions League, asimismo es la primera árbitra en dirigir un partido de fútbol masculino en el mundial de fútbol de Catar de 2022.

## Trayectoria

### Nacional
En 2014, Frappart fue la primera mujer en arbitrar en la Ligue 2, la segunda división de fútbol masculino de la Federación de Futbol de Francia.
En abril de 2019 fue designada para un partido de la Ligue 1, entre el Amiens SC y el Racing Club de Estrasburgo convirtiéndose en la primera mujer designada para dirigir un partido de la máxima competición francesa.
En junio de 2019 se hizo oficial su ascenso a la Ligue 1, y se convirtió en la primera mujer ascendida a la primera división francesa.

### Internacional
Es árbitra FIFA desde 2011. Su primer partido internacional fue en el Campeonato Europeo Femenino Sub-19 de la UEFA 2011-12 disputado en Turquía, en el cual dirigió tres partidos. Dirigió partidos en la Copa Mundial Femenina de Fútbol de 2015 en Canadá.
En 2018 fue designada para la final de la Copa Mundial Femenina de Fútbol Sub-20 de 2018, entre España y Japón, disputada en Vannes, Francia.
En julio de 2019, dirigió la final del Copa Mundial Femenina de Fútbol de 2019 disputada en su país de origen, Francia.
En agosto de 2019 se convirtió en la primera mujer en la historia en ser designada para arbitrar la Supercopa de la UEFA.
En diciembre de 2020 fue la primera árbitra en dirigir un encuentro de UEFA Champions League. Debutó en Turín, en el partido entre Juventus y Dinamo de Kíev. 
El 2 de noviembre de 2022 volvió a arbitar en esta competencia, en un partido entre Real Madrid y Celtic Glasgow.
En 2021, se convirtió en la primera mujer en participar en el Campeonato Europeo de la UEFA, al ser árbitra de apoyo en la Eurocopa 2020.
El 1 de diciembre de 2022 arbitró el partido entre las selecciones de Alemania y Costa Rica en la fase de grupos de la Copa Mundial de Catar 2022, apoyada por las árbitras asistentes Neuza Back y Karen Díaz, convirtiéndose en la primera mujer en arbitrar un partido masculino de la Copa del Mundo.
En 2023, fue seleccionada para arbitrar la Finalissima Femenina 2023 y en la Copa Mundial Femenina de Fútbol de 2023.

## Estadísticas

### Distinciones individuales
| Distinción                      | Año  |
| ------------------------------- | ---- |
| Mejor Árbitra del Mundo (IFFHS) | 2019 |
| Mejor Árbitra del Mundo (IFFHS) | 2020 |
| Mejor Árbitra del Mundo (IFFHS) | 2021 |
| Mejor Árbitra del Mundo (IFFHS) | 2022 |